# Gustaf Rosenquist
Gustaf Wilhelm Rosenquist, detto Gösta (Jönköping, 10 settembre 1887 – Las Palmas de Gran Canaria, 22 dicembre 1961), è stato un ginnasta svedese.

## Palmarès

### Olimpiadi
- Oro a Londra 1908 nel concorso a squadre.